# 傑拉爾德 (阿拉巴馬州)
傑拉爾德（英語：Gerald）是一個位於美國阿拉巴馬州戴爾縣的非建制地區。該地的面積和人口皆未知。

## 地理
傑拉爾德的座標為31°19′26″N 85°45′26″W / 31.32388°N 85.75722°W，而該地最高點為海拔高度55米（即180英尺）。